# Martynas Dapkus
Martynas Dapkus (Tauragė, 16 febbraio 1993) è un calciatore lituano, difensore del FA Šiauliai e della nazionale lituana.

## Carriera

### Club
Ha giocato nella prima divisione lituana.

### Nazionale
Dopo aver giocato con le nazionali giovanili lituane Under-19 ed Under-21, nel 2013 ha esordito in nazionale maggiore.

## Statistiche

### Cronologia presenze e reti in nazionale
| Cronologia completa delle presenze e delle reti in nazionale ― Lituania | Cronologia completa delle presenze e delle reti in nazionale ― Lituania | Cronologia completa delle presenze e delle reti in nazionale ― Lituania | Cronologia completa delle presenze e delle reti in nazionale ― Lituania | Cronologia completa delle presenze e delle reti in nazionale ― Lituania | Cronologia completa delle presenze e delle reti in nazionale ― Lituania | Cronologia completa delle presenze e delle reti in nazionale ― Lituania | Cronologia completa delle presenze e delle reti in nazionale ― Lituania |
| Data                                                                    | Città                                                                   | In casa                                                                 | Risultato                                                               | Ospiti                                                                  | Competizione                                                            | Reti                                                                    | Note                                                                    |
| ----------------------------------------------------------------------- | ----------------------------------------------------------------------- | ----------------------------------------------------------------------- | ----------------------------------------------------------------------- | ----------------------------------------------------------------------- | ----------------------------------------------------------------------- | ----------------------------------------------------------------------- | ----------------------------------------------------------------------- |
| 26-3-2013                                                               | Tirana                                                                  | Albania                                                                 | 4 – 1                                                                   | Lituania                                                                | Amichevole                                                              | -                                                                       | 73’                                                                     |
| 10-6-2017                                                               | Vilnius                                                                 | Lituania                                                                | 1 – 2                                                                   | Slovacchia                                                              | Qual. Mondiali 2018                                                     | -                                                                       | 75’                                                                     |
| 4-9-2020                                                                | Vilnius                                                                 | Lituania                                                                | 0 – 2                                                                   | Kazakistan                                                              | UEFA Nations League 2020-2021 - 1º turno                                | -                                                                       | 89’                                                                     |
| 7-9-2020                                                                | Tirana                                                                  | Albania                                                                 | 0 – 1                                                                   | Lituania                                                                | UEFA Nations League 2020-2021 - 1º turno                                | -                                                                       |                                                                         |
| 7-10-2020                                                               | Tallinn                                                                 | Estonia                                                                 | 1 – 3                                                                   | Lituania                                                                | Amichevole                                                              | -                                                                       | 88’                                                                     |
| 11-10-2020                                                              | Vilnius                                                                 | Lituania                                                                | 2 – 2                                                                   | Bielorussia                                                             | UEFA Nations League 2020-2021 - 1º turno                                | -                                                                       | 72’ 88’                                                                 |
| 14-10-2020                                                              | Vilnius                                                                 | Lituania                                                                | 0 – 0                                                                   | Albania                                                                 | UEFA Nations League 2020-2021 - 1º turno                                | -                                                                       | 21’                                                                     |
| 24-3-2021                                                               | Pristina                                                                | Kosovo                                                                  | 4 – 0                                                                   | Lituania                                                                | Amichevole                                                              | -                                                                       |                                                                         |
| 28-3-2021                                                               | San Gallo                                                               | Svizzera                                                                | 1 – 0                                                                   | Lituania                                                                | Qual. Mondiali 2022                                                     | -                                                                       |                                                                         |
| 31-3-2021                                                               | Vilnius                                                                 | Lituania                                                                | 0 – 2                                                                   | Italia                                                                  | Qual. Mondiali 2022                                                     | -                                                                       |                                                                         |
| 1-6-2021                                                                | Vilnius                                                                 | Lituania                                                                | 0 – 1                                                                   | Estonia                                                                 | Coppa del Baltico 2021                                                  | -                                                                       | 69’                                                                     |
| 4-6-2021                                                                | Riga                                                                    | Lettonia                                                                | 3 – 1                                                                   | Lituania                                                                | Coppa del Baltico 2021                                                  | -                                                                       | 56’                                                                     |
| 8-6-2021                                                                | Leganés                                                                 | Spagna                                                                  | 4 – 0                                                                   | Lituania                                                                | Amichevole                                                              | -                                                                       | 61’                                                                     |
| 8-9-2021                                                                | Reggio Emilia                                                           | Italia                                                                  | 5 – 0                                                                   | Lituania                                                                | Qual. Mondiali 2022                                                     | -                                                                       | 46’                                                                     |
| 9-10-2021                                                               | Vilnius                                                                 | Lituania                                                                | 3 – 1                                                                   | Bulgaria                                                                | Qual. Mondiali 2022                                                     | -                                                                       | 90’                                                                     |
| 12-11-2021                                                              | Belfast                                                                 | Irlanda del Nord                                                        | 1 – 0                                                                   | Lituania                                                                | Qual. Mondiali 2022                                                     | -                                                                       | 75’                                                                     |
| Totale                                                                  |                                                                         | Presenze                                                                | 16                                                                      |                                                                         | Reti                                                                    | 0                                                                       |                                                                         |